# AlmaSAT-1
AlmaSAT-1 (сокр. англ. Alma-Mater Satellite — Альма-Матер спутник) — итальянский ИСЗ для исследования некоторых технологий, разработанных Болонским университетом, в частности, 3-осное точечное наведение и модульная структура спутника. Спутник представляет собой куб с ребром 30 см, диагональю 52 см и весом 12,5 кг. Спутник сконструирован по модульной технологии, которая в дальнейшем может использоваться для демонстрации различных технологий и миссий, связанных с исследованием Земли. Спутник был выведен ракетой-носителем Вега на полярную орбиту с перицентром 350 км, с которой будет снижаться, работая, в течение 25 лет.

## История создания
В последние годы деятельность космических исследований характеризуется большим количеством университетов малых спутников, которые были созданы и выведены. С одной стороны, это позволяет непосредственное участие студентов в реальных космических проектах, с другой стороны, так как эти проекты характеризуются коротким временем развития, предоставляет учёным возможность часто совершать новые эксперименты по очень низкой цене. Разработка спутника началась в 2003 году на 2-м инженерном факультете Болонского университета. Спутник финансируется Итальянским министерством научных исследований (MIUR). А наземные станции, которые будут принимать сигнал со спутника, были смонтированы в лабораториях университета ещё в начале разработки проекта — в сентябре 2003 года. Запуск спутника должен был состояться в ноябре 2005 года с помощью РН Днепр, однако впоследствии был перенес для программы «Вега».

## Конструкция
Спутник представляет собой куб с ребром 30 см, диагональю 52 см и весом 12,5 кг. Внутри куб разбит на шесть модульных секций, изготовленных из высококачественного аэрокосмического алюминия, усиленного 8 пластинами из нержавеющей стали. В основе корпуса лежат 4 солнечные батареи, закрепленные на алюминиевом основании. Такая конструкция была выбрана для того, чтобы обеспечить разделенные по модулям компоненты спутника энергией, потребляющие разные объёмы энергии и занимающие разный объём, с помощью укороченной многофункциональной шины. На этапе проектирования спутника верхняя крышка была перепроектирована на другой материал углеводородное волокно. Это позволило снизить массу спутника.

## Бортовое оборудование

### ADCS
ADCS ( (англ.) Attitude Determination and Control Subsystem) — Подсистема контроля и определения ориентации. ADCS представляет собой указывающий на надир трёхосный стабилизатор, необходимый для удовлетворения потребностей системы дистанционного зондирования земли, которая будет устанавливаться в будущем. Кроме того, установлены два трёхосных цифровых магнитометра, один из которых изготовлен компанией Honeywell, а другой организацией прикладной физики. Четыре экспериментальных датчика солнца, на основе PSD (позиционно-чувствительный детектор)-технологии, завершают набор аппаратного обеспечение системы ориентации. Сама система изготовлена на базе микроконтроллеров ATMEL ATMega162. Каждый датчик использует пару контактных подушек типа Hamamatsu 2D (улучшенного пятистороннего типа) PSD. Он имеет 4 электрода, расположенных по углам квадрата поверхности и характеризуется небольшим напряжением для улучшения энергоэффективности, быстрой реакцией и низким уровнем искажений. Для получения и обработки сигналов PSD была разработана электронная архитектура, основанная на 8-битном микроконтроллере, который получает данные по всей PSD-матрице. Кондиционирование устройств, по одному для каждой матрицы, располагается как можно ближе к детектору, чтобы избежать электромагнитных помех в слабом PSD сигнале, в то время как обычно 12-битный аналогово-цифровой преобразователь устанавливается на плате датчика. Микроконтроллер имеет также внутренний контроллер, который используется для подключения каждого солнечного датчика на общую шину ALMASat-1. Оптическая часть состоит из широкоугольной (130 ° FOV) CCTV (Closed Circuit Television) линзы, изготовленной из 6 стекол, установленной в закрытом металлическом фрейме.
Вся система солнечного датчика содержится в небольшой сфере из алюминиевого сплава и крепится к верхней части спутника. Точность наведения <0,15 º была проверена рядом калибровочных испытаний. Кроме того, солнечный датчик также успешно завершил первый летные испытания квалификации ЕКА.
Для точного наведения используется привод, осуществляемый от 3 ортогональных магнитных катушек, кроме которых присутствует микродвигатель с загруженным рабочим телом, обеспечивающий функции управления и малые орбитальные маневры.

### EPS
EPS ( (англ.) Electric Power Subsystem) — Подсистема электропитания. ALMASat-1 имеет аккумулятор, состоящий из 12 литий-ионных аккумуляторов (каждый ёмкостью 2 Ач), связанный в три параллельных ряда из четырёх клеток. Питание подаётся на спутник через две независимых регулируемых шины, 12 В и 5 В, соответственно.

### Микродвигатель
Представляет собой двигатель на основе холодного газа, целью эксплуатации которого станет — стабилизация и направление ориентации спутника, а также коррекция его орбиты с целью увеличения продолжительности функционирования. Ориентировочная продолжительность работы — 25 лет до выработки рабочего тела. Состоит из баллона с азотом под высоким давлением, оборудованном центральным клапаном во избежание утечки газа, регулятора давления, четырнадцать микроклапанов для выхода газа, двенадцати микродвигателей соединённых в 4 группы попарно 3-двигателя и 3-микроклапана и двух датчиков контроля давления. Микродвигатели оснащены соплом Лаваля, ускоряющими истекающий из баллона газ, со следующими параметрами — входное отверстие — 36 мкм, выходное отверстие — 136 мкм, сверхзвуковой угол расширения — 20°, расход рабочего тела — 1,2 мг/с, высота сопла — 31 мкм, скорость истечения — 2,6 М, соотношение диаметров — 4,7. Разработан Болонским университетом в сотрудничестве с Болонским институтом микроэлектроники. Двигатель обеспечивает тягу 0,75 мН при давлении 0,6 МПа, удельный импульс составляет 65 с. Сопло было создано с использованием программной модели трения сжимаемого потока газа с оптимизированным удельным импульсом. Двенадцать микродвигателей обеспечивают перемещение спутника по всем трём осям вокруг центра масс. Контролируются реле с использованием нелинейной обратной связи с ADCS.
PCB ( (англ.) Printed Circuit Board) используется для управления MPS. Три функции^
- Контроль открытия-закрытия клапанов;
- Осуществление контроля алгоритмов, оптимизированных для миссии и для учёта данных, полученных от других подсистем космического аппарата;
- Чтобы убедиться в правильной работе всех частей двигателя с помощью системы обнаружения и устранения (по возможности) от возможных сбоев, которые могут возникнуть в ходе миссии.

Бак содержит 20 грамм молекулярного азота при объёме 360 см3. Общий вес двигателя не превышает 1,5 кг. Потребляемая мощность одного цикла открытия-закрытия клапанов составляет 1,5 Вт.

### Радиооборудование
Радиооборудование спутника использует стандарт передачи данных AMSAT в УКВ-диапазоне со скоростью приёма/передачи данных 1 200 байт/с. Кроме того, передача данных осуществляется в S-диапазоне со скоростью 38,4 кбит/с с помощью технологии DDM ( (англ.) Direct Digital Modulation). Бортовая антенна состоит из:
- 4 модулей передачи данных УКВ диапазона;
- 1 модуля приёма данных УКВ диапазона;
- Четырёхгранной спиральной антенны S-диапазона для передачи данных.

Наземная станция связи со спутником установлена в Форли в сентябре 2003 года.

## Запуск
Запуск был осуществлен носителем «Вега» с космодрома Куру 13 февраля 2012 года в качестве вторичной нагрузки. Данные орбиты: Полярная орбита высотой 354 км х 1450 км, наклонение = 71 °, период обращения = 103 минут (14 оборотов / сутки). Около 75 % орбиты в солнечном свете.
«ALMASat-1» требовалось предоставить свою собственную систему вывода и отделения для ракеты-носителя Vega. Система в своей окончательной конфигурации она основана на типичном 2-зажимном метод разделения, часто используется для микроспутников и наноспутников. Адаптер состоит из двух мобильных колодок, сдерживающих два противоположных угла спутниковой тарелки снизу и большой цилиндр поддержки спутника и выступает в качестве интерфейса с ракетой-носителем.
Производство и проверка системы питания и разделения были успешно завершены в начале мая 2009 года. Общая масса космического аппарата с системой питания и разделения составила 20,5 кг.